# Piana delle Giare
La Piana delle Giare è un territorio comprendente una serie di circa 90 siti archeologici. Si trova nell'altopiano di Xiangkhoang, situato nell'omonima provincia di Xiangkhoang, nel Laos nordorientale. In tali siti sono disseminate centinaia di giare di pietra arenaria che hanno un'altezza variabile tra i 50 cm. e i 3 m.

## Storia
Secondo il primo archeologo che visitò brevemente uno dei siti, le giare furono avvistate da una guardia di confine francese nel 1909. Gli scavi cominciarono nel 1931 e portarono alla luce resti umani ed offerte funerarie. L'archeologa Madeline Colani che diresse i lavori pubblicò un resoconto in cui datava i manufatti ed ipotizzava che fossero urne cinerarie e non contenitori per alimenti o bevande. Tale teoria trovò riscontri nelle successive esplorazioni che scoprirono delle camere funerarie sotterranee in prossimità delle giare. Al centro della piana è stata esplorata una grotta naturale che fu usata come crematorio, grazie a dei fori nella parte superiore che funzionavano da camino.
Durante la guerra civile laotiana, la piana fu per anni contesa tra le forze del Pathet Lao, spalleggiate dall'Esercito Nordvietnamita ed equipaggiate dall'Unione Sovietica, e il Regio esercito Laotiano, finanziato dagli Stati Uniti. Nei periodi in cui fu occupata dai ribelli, l'aviazione statunitense sottopose il territorio ad intensi bombardamenti e molte delle bombe inesplose scoppiano tuttora causando lutti alla popolazione locale. Ora solo 7 dei siti dove si trovano le giare sono stati bonificati dalle bombe ed aperti alle visite turistiche. Sono i siti 1, 2, 3 e 16, che si trovano vicino alla vecchia capitale Xieng Khouang, il sito 23 vicino alla sorgente termale di Muang Kham, il sito 25, che si trova nel distretto di Phou Kout, e il sito 52, che è il più grande di tutti con ben 392 giare, che si trova vicino ad un villaggio Hmong e che è accessibile solo a piedi.
Il 25 marzo del 1992, il sito è stato ufficialmente sottoposto all'attenzione dell'UNESCO, che lo ha inserito tra le candidature alla lista dei patrimoni dell'umanità. Alla fine il sito seriale è stato inserito dall'UNESCO nella lista del Patrimonio Mondiale il 6 luglio 2019

## Sito 1 (Thong Hai Hin)
Il sito occupa il fianco di una collina e sono presenti ben 331 giare, tra cui la più grande mai rinvenuta; questa, secondo la leggenda, è la coppa del mitico re Khun Cheum che cacciò gli oppressori.

## Sito 2 (Hai Hin Phu)
Il sito occupa i fianchi boscosi di due colline e vi sono 93 giare. Il pezzo più caratteristico è un contenitore con il simbolo di una rana.

## Sito 3 (Hai Hin Lat Khai)
Il sito è posto in cima ad una collina, alla periferia di Ban Xieng Di, un villaggio abitato dall'etnia phuan. Nelle vicinanze si trovano un tempio buddhista ed uno stupa danneggiati dalla guerra civile.

## I luoghi del sito seriale Unesco
Degli oltre 90 luoghi dove si trovano le giare, solo alcuni sono stati inseriti dall'Unesco nella Lista dei patrimoni dell'umanità.
| Numero   | Sito                  | Area (ha)                           | Coordinate             | Immagine |
| -------- | --------------------- | ----------------------------------- | ---------------------- | -------- |
| 1587-001 | Site 1                | bene: 33,97 zona cuscinetto: 89,61  | 19°25′51″N 103°09′08″E |          |
| 1587-002 | Site 2                | bene: 13,19 zona cuscinetto: 133    | 19°19′10″N 103°09′13″E |          |
| 1587-003 | Site 3 – Groups 1 & 3 | bene: 12,31 zona cuscinetto: 352,75 | 19°17′35″N 103°09′02″E |          |
| 1587-004 | Site 3 – Group 2      | bene: 0,38 zona cuscinetto: 352,75  | 19°17′27″N 103°08′56″E |          |
| 1587-005 | Site 3 – Group 4      | bene: 0,53 zona cuscinetto: 352,75  | 19°17′37″N 103°09′13″E |          |
| 1587-006 | Site 3 – Group 5      | bene: 1,32 zona cuscinetto: 352,75  | 19°17′46″N 103°09′33″E |          |
| 1587-007 | Site 3 – Group 7      | bene: 5,6 zona cuscinetto: 352,75   | 19°17′21″N 103°08′32″E |          |
| 1587-008 | Site 8                | bene: 8,39 zona cuscinetto: 352,75  | 19°17′03″N 103°09′11″E |          |
| 1587-009 | Site 12               | bene: 1,25 zona cuscinetto: 1,76    | 19°28′59″N 103°25′59″E |          |
| 1587-010 | Site 21               | bene: 32,34 zona cuscinetto: 146,89 | 19°28′41″N 103°05′14″E |          |
| 1587-011 | Site 23               | bene: 24,44 zona cuscinetto: 33,41  | 19°32′43″N 103°41′42″E |          |
| 1587-012 | Site 25               | bene: 8,03 zona cuscinetto: 6,14    | 19°37′48″N 103°05′46″E |          |
| 1587-013 | Site 28               | bene: 0,38 zona cuscinetto: 6,73    | 19°34′16″N 102°53′14″E |          |
| 1587-014 | Site 42               | bene: 22,66 zona cuscinetto: 114,88 | 19°35′21″N 103°34′05″E |          |
| 1587-015 | Site 52               | bene: 9,77 zona cuscinetto: 127,77  | 19°29′42″N 103°25′56″E |          |